# Abraham Sapien
Abraham Sapien, muchas veces llamado por el diminutivo Abe, es un personaje ficticio de los cómics de Hellboy creados por Mike Mignola. Se le identifica como un icthyo sapien, parecido a un hombre pez.
Junto con sus apariciones en Hellboy y B.P.R.D., Abe aparece también en un cómic one shot, Abe Sapien: Tambores de los Muertos, de Brian McDonald y Derek Thompson. En 2008 se espera la publicación de una miniserie llamada Abe Sapien: El Ahogamiento.

## Historia
Como se ve en Semilla de Destrucción, Abe fue encontrado en un tanque lleno de agua en los sótanos de un hospital en Washington, D.C. Recibió su nombre de una hoja de papel pegada al tubo, datada el día de la muerte de Abraham Lincoln, el 14 de abril de 1865. Abe entró rápidamente a las filas del B.P.R.D., junto con el demonio Hellboy y la piroquinética Elizabeth "liz" Sherman. Durante el clímax de Hellboy: Semilla de Destrucción, Abe fue poseído por el espíritu del fallecido Elihu Cavendish, que mató al monje loco Rasputín y arruinó sus planes de liberar al demonio Ogdru Jahad para destruir el mundo. En la siguiente historia, Despierta al Demonio, el espíritu de Rasputín le advierte que será atravesado por una lanza, tal como él mismo había sido atravesado.
En la miniserie B.P.R.D.: Plaga de Ranas, el origen de Abe es revelado. Como Rasputin predijo, Abe fue atravesado por una lanza, aparentemente muriendo a manos de uno de los seguidores de Ogdru Jahad. Sin embargo, en lugar de morir, Abe tuvo una visión de su antiguo yo en la Era Victoriana. Abe fue, antiguamente, Langdon Everett Caul, un poderoso hombre de negocios involucrado en un extraño culto. Su transformación en Abe ocurrió después de que encontrara una extraña deidad en forma de medusa en unas ruinas submarinas llamadas Num-Yabisc. En una reunión clandestina, presenciada por Abe de manera espiritual, Caul y otros caballeros llevaron a cabo un ritual arcano que desencadenó la liberación de la criatura. El espíritu de Abe se fusionó con su antiguo ser, y los dos pasaron a ser el moderno Abe Sapien. Sus compañeros le colocaron en el tanque, donde reposó durante décadas.
En B.P.R.D.: El Muerto se revela que Edith Howard, la esposa de Caul, se volvió loca y se ahogó a sí misma. Sin embargo, su espíritu permaneció en su casa, esperando el regreso de Caul Engañó a Abe para hacerle creer que era él de nuevo. Sin embargo, éste rompió la ilusión y el espíritu de Edith fue exorcizado, dejándole a Abe el recuerdo de una esposa a la que no pudo conocer.
En la miniserie de 2007, B.P.R.D.: Jardín de Almas, Abe es contactado por Panya, una anciana momia atrapada por el Club Oannes. El club resulta estar compuesto por los antiguos compañeros de Caul, que están escondidos en una isla de Indonesia. Atrapados en cuerpos de cyborg, el club se dedica a hacer crecer nuevos cuerpos para ellos. Planean usar bombas para causar un gran tsunami que mate a gran parte del país, cuyas almas serían usadas por el club. Abe consigue derrotarles y escapa con Panya.
La miniserie de 2008 Abe Sapien: El Ahogamiento, situada en 1981, relata la primera misión de Abe en el B.P.R.D. junto a Hellboy.

## Otros medios

### Película
En la película Hellboy, el personaje de Abe Sapien es interpretado por el actor Doug Jones. Su voz original fue realizada por David Hyde Pierce, que rechazó aparecer en los créditos por respeto a la actuación de Jones. En ésta, Abe posee una habilidad psíquica llamada psicometría con la que puede ver el pasado o el futuro de un objeto al tocarlo.
Al contrario que en los cómics, donde esto no parece un problema, es incapaz de vivir confortablemente fuera del agua durante mucho sin ayuda mecánica. Abe reapareció en la secuela, Hellboy II: The Golden Army, de nuevo interpretado por Doug Jones, quien esta vez sí hará la voz del mismo.
Al final de la película Hellboy (película de 2019), se le hace una referencia al encontrar una cápsula, con una placa que dice "icthyo sapien", nombre con el que se le identifica.

### Versión animada
Abe Sapien es uno de los personajes que aparecen en las películas animadas de Hellboy, directamente lanzadas en vídeo. Su voz es realizada en la versión original por Doug Jones, al contrario que en la primera película, donde proporcionó sus movimientos pero no su voz (En Hellboy II, si se utilizó su propia voz). Aunque se asemeja en aspecto a la versión de la película, en este caso carece de poderes psíquicos y no tiene necesidad de aparato para respirar fuera del agua, como sucede en el cómic.